# ホブソン・アウヴェス・ジ・バロス
ロブソン・バンブ（Robson Bambu）ことロブソン・アウヴェス・ジ・バロス（ポルトガル語: Robson Alves de Barros、1997年11月12日 - ）は、ブラジルのサッカー選手。ポジションはDF。

## クラブ歴
2007年、10歳でサントスFCの下部組織に加入。2016年8月4日に契約を2018年11月まで延長した。2018年1月にジャイル・ヴェントゥーラ新監督によってトップチームに昇格。同月28日にカンピオナート・パウリスタで初出場。
2020年6月5日、OGCニースへ移籍することが発表された。

## 代表歴
2016年8月に行われたイングランドU-20代表との親善試合でブラジルU-20代表に招集された。12月には負傷したグスタヴォ・カスカルドに代わって2017 南米ユース選手権のメンバーに選出され、2試合に出場した。